# 新黎州
新黎州，唐朝的羁縻州。
貞觀二十三年（649年）以突厥拔悉密地置。永徽元年（650年）改为都督府，属燕然都护府。约在今蒙古国乌布苏湖西、唐努烏拉山南麓。后复为州。永淳、垂拱时突厥、铁勒相继叛唐后废，复置于河套内地。开元初属安北都护府。 